# Huys Egmont

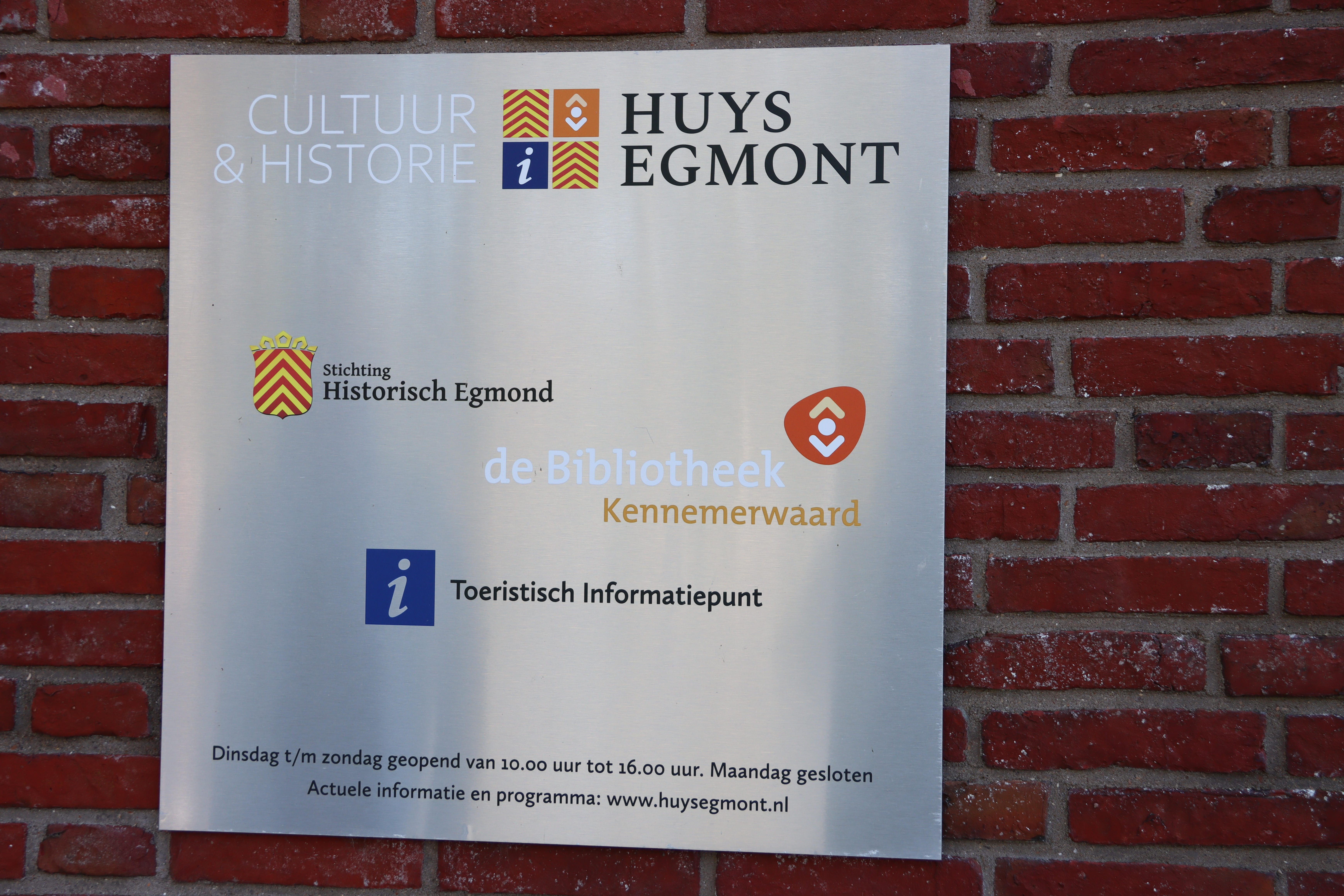
Bezoekerscentrum Huys Egmont

Huys Egmont is een bezoekerscentrum vlak bij het Kasteel Egmond (Slot op den Hoef), het standbeeld van Lamoraal van Egmont en de Slotkapel in Egmond aan den Hoef. Het bezoekerscentrum aan de Slotweg 46 werd geopend in 2017 en wordt beheerd door Stichting Historisch Egmond. Sinds 2017 hangt er een reproductie van het 16de-eeuwse schilderij Het kasteel Egmond aan den Hoef van Gillis De Saen. In 2018 werd in Huys Egmont de tentoonstelling ‘De Heeren van Egmont en het Vechtvolk’ gehouden, met foto's van fotograaf Ab Baart (inwoners van de Egmonden uitgedost als leden van het huis Egmont). In 2020 werden het voormalig schooltje en oude raadhuis van de gemeente Egmond-Binnen volledig gerenoveerd en geschikt gemaakt als multifunctioneel bezoekerscentrum. In Huys Egmont wordt de geschiedenis belicht van het adellijke Huis Egmont, beroemde telgen zoals Lamoraal van Egmont en hun stamslot. Huys Egmont bevat ook een servicepunt van Bibliotheek Kennemerwaard en is een toeristisch informatiepunt.

## Afbeeldingen

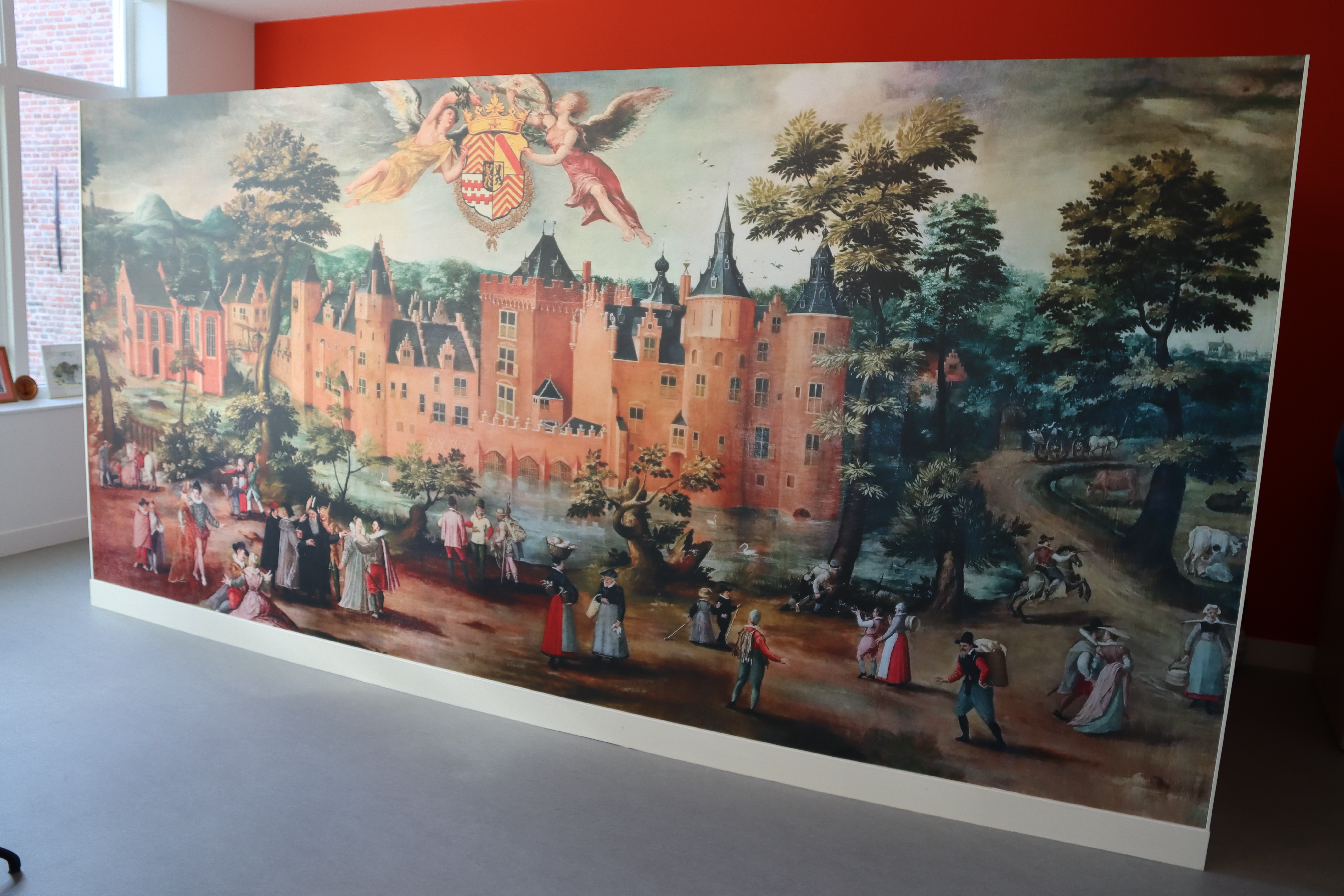
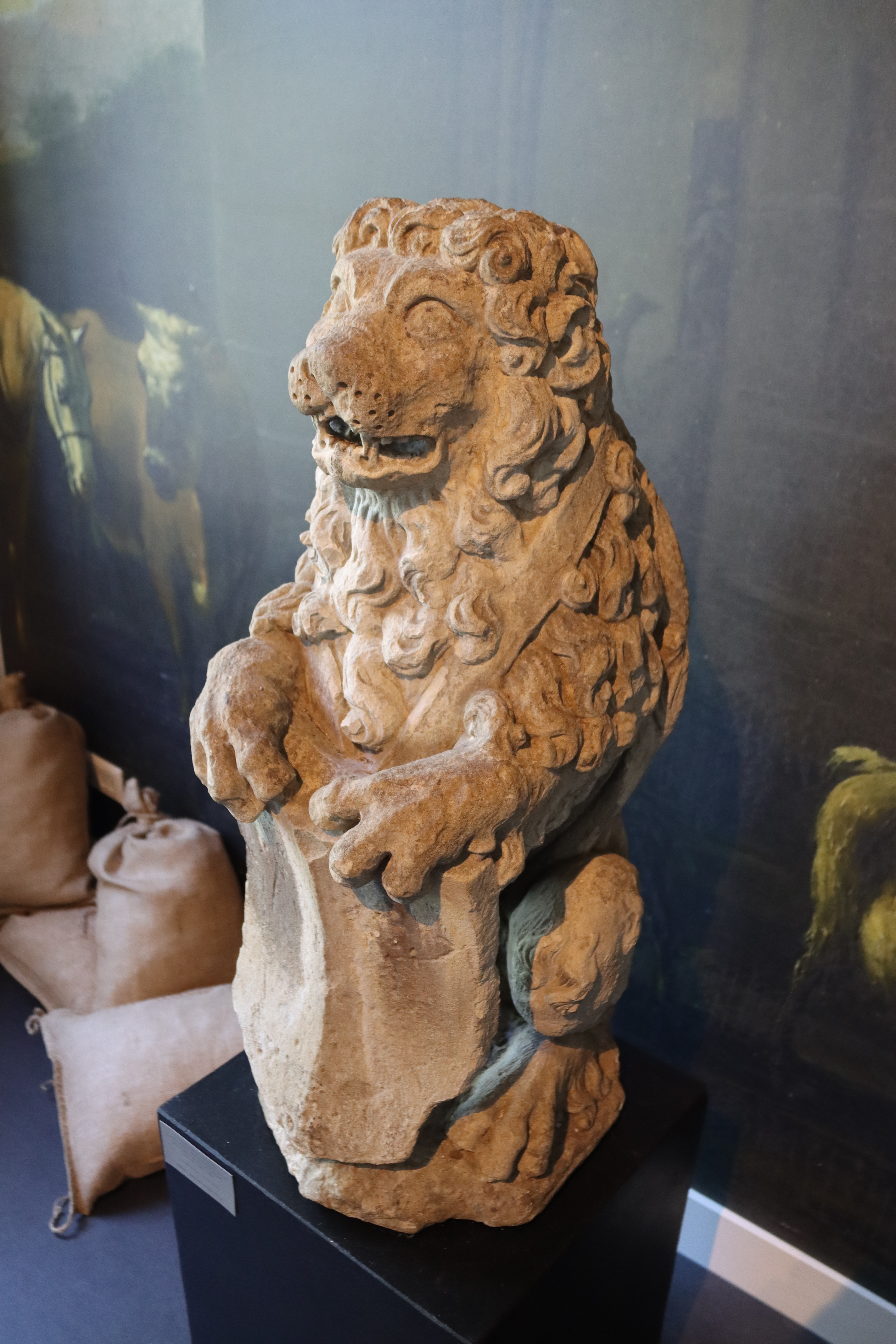
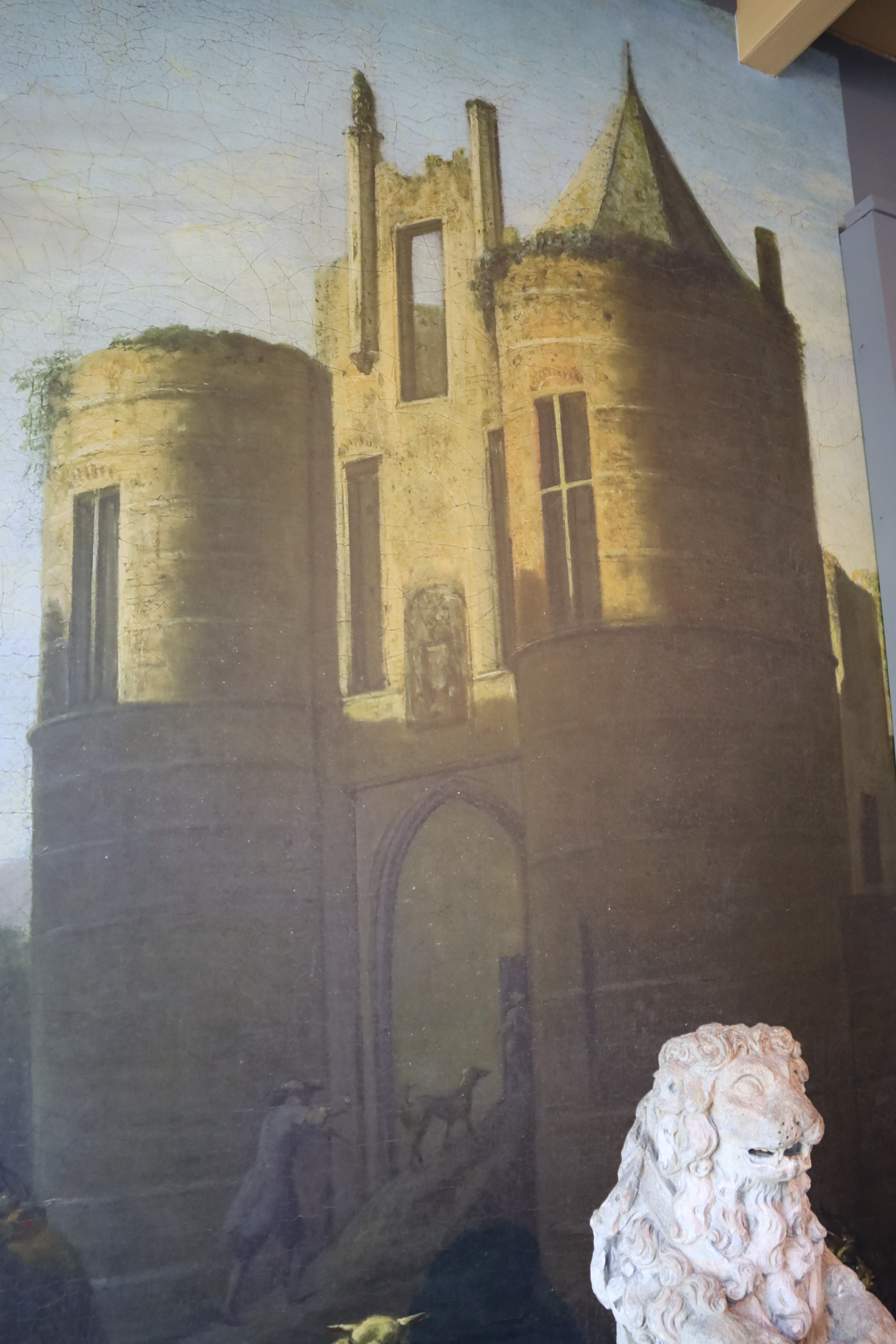
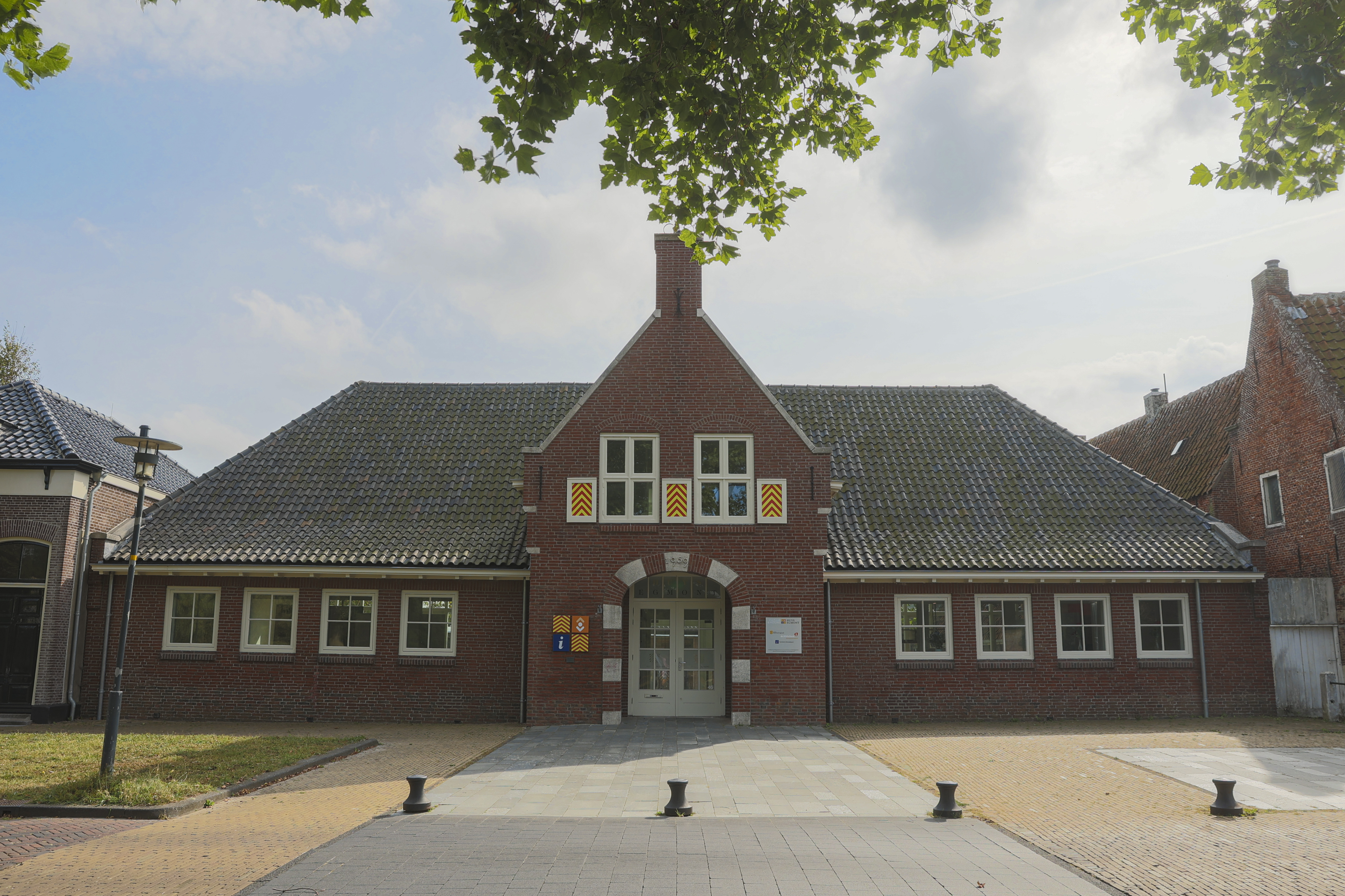